# Villa Basilica
Villa Basilica és un comune (municipi) de la província de Lucca, a la regió italiana de la Toscana, situat uns 50 km al nord-oest de Florència i uns 13 km al nord-est de Lucca.
Villa Basilica limita amb els municipis de Bagni di Lucca, Borgo a Mozzano, Capannori i Pescia.

## Evolució demogràfica
| Gràfica d'evolució de Villa Basilica entre 1861 i                                 |
|                                                                                   |
| Font: Istituto Nazionale di Statistica (ISTAT) - Elaboració gràfica de Viquipèdia |

## Personatges il·lustres
- Sisto Fabri (1540–94), teòleg